# Družba Srca Isusova
Družba Srca Isusova je redovnička zajednica nastala u 19. stoljeću. Misijsko-apostolskog je profila. 

## Povijest
Redovnička je zajednica nastala u za katoličku Crkvu turbulentnom 19. stoljeću. Galikanizam i jozefinizam prožimali su to doba, no usprkos tomu u katoličkoj Crkvi to je probudilo jake duhovne snage koje su nadahnule i uzrokovale mnogobrojne dobre pothvate. Ultramontanističke tendencije iz tog vremena nisu bile sklone redovničkim ustanovama, no stvarni je život polučio suprotne učinke te se u tom vremenu iznjedrilo dosta novih redovničkih zajednica od kojih su većina bile misijsko-apostolskog profila: maristi, Družba Duha Svetoga, Oblati Bezgrešne, marijanisti,  Družba Božje Riječi, Bijeli oci, klauzurne sestre Služavke Duha Svetoga Vječnog Klanjanja, palotinci, salezijanci i brojne ine, a među njima i Družba Srca Isusova.